# علي عوض مغلس
علي عوض مغلس هو شاعر يمني. ولد عام 1920 في مدينة الحوطة في محافظة لحج. تلقى تعليمه الأولي في كتاتيب منطقته، ثم استمر في تثقيف نفسه عبر المطالعة ومجالسة الشعراء. عمل في البداية في مجال البناء، ثم عمل في تعاونية الحوطة الخدماتية. وهو عضو في اتحاد الأدباء والكتاب اليمنيين. كتب القصيدة الوطنية والعاطفية، وغنى له الكثير من الفنانين. وله ديوان مخطوط بعنوان «نغمات تبن».